# روانی آمریکایی ۲
روانی آمریکایی ۲ (انگلیسی: American Psycho 2) یک فیلم ترسناک آمریکایی به کارگردانی مورگان جی فریمن بر اساس فیلمنامه‌ای از الکس سنگر و کارن کریگ است که در سال ۲۰۰۲ منتشر شد. با بازی میلا کونیس، ویلیام شاتنر، رابین دان، لیندی بوت و کیم پویریر. این فیلم دنباله‌ای مستقل برای فیلم روانی آمریکایی (۲۰۰۰) محسوب می‌شود. در این فیلم کونیس یک دانشجوی جرم‌شناسی را به تصویر می‌کشد که می‌خواهد با قتل همکلاسی‌هایش شغلش را پیش ببرد.
فیلمنامه این فیلم، با عنوان دختری که نمی‌میرد، در اصل هیچ ارتباطی با روانی آمریکایی نداشت. پس از شروع تولید، فیلمنامه تغییر کرد تا فیلم را با فیلم اصلی مرتبط کند. این فیلم به صورت ویدئویی در ۱۸ ژوئن ۲۰۰۲ منتشر شد و نقدهای منفی منتقدان را دریافت کرد و امتیاز ۰٪ را در راتن تومیتوز دارد. همچنین توسط برت ایستون الیس، نویسنده رمان اصلی، محکوم شد و کونیس بعداً از این فیلم ابراز پشیمانی کرد.

## تولید
فیلمبرداری در می ۲۰۰۱ در تورنتو آغاز شد، با بودجه ای حدود ۱۰ میلیون دلار. تولید در اواخر ژوئن ۲۰۰۱ تکمیل شد.